# Es muß nicht immer Kaviar sein (Fernsehserie)
Es muß nicht immer Kaviar sein ist eine Fernsehserie des ZDF aus dem Jahr 1977. Sie ist eine Verfilmung des gleichnamigen Romans von Johannes Mario Simmel aus dem Jahr 1961.

## Handlung
Der wohlhabende Geschäftsmann Thomas Lieven (Siegfried Rauch), Frauenliebhaber und Hobbykoch, lernt auf einer Geschäftsreise die attraktive Helén de Couville kennen. Er muss bald feststellen, dass sie dem amerikanischen Geheimdienst angehört und ihn gern für diesen werben möchte. Daraufhin erzählt er ihr von seiner bewegten Vergangenheit, die im Jahr 1939 begann.
Damals wurde er von London nach Berlin gelockt und geriet dort in die Fänge der Gestapo, die ihn zu einer Spionagetätigkeit gegen Großbritannien zwingen wollte. Fluchtartig kehrte er nach London zurück in der Hoffnung, die Gestapo so abschütteln zu können. Allerdings war nun der britische Secret Service der Meinung, Lieven wäre der ideale Doppelagent. Als er das ablehnte, wurde er nach Frankreich ausgewiesen, wo auch schon das Deuxième Bureau auf ihn wartete…
Lieven hofft, seine Vergangenheit hinter sich gelassen zu haben, aber Helén sorgt dafür, dass das Spiel neu beginnt…

## Schauspieler und Rollen
Die folgende Tabelle zeigt mit einer Ausnahme die Schauspieler mit mehr als drei Auftritten und ihre Rollen. Daneben hatten weitere namhafte Schauspieler wie Louise Martini, Diana Körner, Simone Rethel, Horst Keitel, Hans-Werner Bussinger, Horst Pinnow, Walter Reyer, Peter Bongartz, Wolfrid Lier oder Dieter Borsche Kurzauftritte. Die erzählende Stimme im Hintergrund kam von Claus Biederstaedt.
| Schauspieler            | Rolle                      | Folgen |
| ----------------------- | -------------------------- | ------ |
| Friedrich W. Bauschulte | Oberst Schüttler           | 8      |
| Günter Bothur           | François                   | 4      |
| Herbert Fleischmann     | Major Loos                 | 9      |
| Gert Günther Hoffmann   | SS-Sturmbannführer Eicher  | 7      |
| Günther Kaufmann        | Ali                        | 4      |
| Hildegard Krekel        | Carmen                     | 4      |
| Christiane Krüger       | Helén                      | 2      |
| Marisa Mell             | Chantal                    | 6      |
| Rainer Penkert          | Lovejoy                    | 6      |
| Siegfried Rauch         | Thomas Lieven              | 13     |
| Heinz Reincke           | Bastian Fabre              | 11     |
| Christian Rode          | Débras                     | 4      |
| Rolf Schimpf            | Hauptmann Brenner          | 4      |
| Erik Schumann           | Capitain Simeon            | 6      |
| Günther Stoll           | Oberst Werthe              | 4      |
| Nadja Tiller            | Estrella                   | 4      |
| Berno von Cramm         | SS-Untersturmführer Winter | 7      |
| Edgar Wenzel            | Frederic                   | 4      |

## Episoden
| Folge | Titel                           | Erstausstrahlung   |
| ----- | ------------------------------- | ------------------ |
| 1     | Wie alles begann                | 11. Mai 1977       |
| 2     | Französische Küche              | 25. Mai 1977       |
| 3     | Wenn die Eisbären flügge werden | 8. Juni 1977       |
| 4     | Ich heiße Mabel                 | 22. Juni 1977      |
| 5     | Tote kann man nicht erschießen  | 6. Juli 1977       |
| 6     | Planquadrat 135 Z               | 20. Juli 1977      |
| 7     | Shakespeare lässt bitten        | 3. August 1977     |
| 8     | Lazarus                         | 17. August 1977    |
| 9     | Chantal                         | 31. August 1977    |
| 10    | Die ganz feine Tour             | 14. September 1977 |
| 11    | Nummer Sieben                   | 28. September 1977 |
| 12    | Nachtigall 17 ruft              | 12. Oktober 1977   |
| 13    | Schwarzmarktgeschäfte           | 19. Oktober 1977   |

## Kritik
Die Kritik war durchweg negativ. Auch der Autor Johannes Mario Simmel gab seinem Missfallen deutlich Ausdruck.

## DVD-Veröffentlichung
Die Serie wurde am 28. November 2014 in einer Komplettbox (fünf DVDs) mit allen 13 Episoden von Studio Hamburg Enterprises veröffentlicht.